# Raya (città)
Raya è una suddivisione dell'India, classificata come nagar panchayat, di 17.990 abitanti, situata nel distretto di Mathura, nello stato federato dell'Uttar Pradesh.